# هنري ماتر
هنري ماتر (بالفرنسية: Henri Matter)‏ (1901 – 30 مايو 1983) هو سبّاح فرنسي راحل، مثّل بلاده في الألعاب الأولمبية الصيفية 1920.

## روابط خارجية
هنري ماتر على موقع اللجنة الأولمبية الدولية (الإنجليزية)
- هنري ماتر على موقع أوليمبيديا (الإنجليزية)